# Contreras (Burgos)
Contreras ist ein Ort und eine zur bevölkerungsarmen Serranía Celtibérica gehörende Gemeinde (municipio) mit 87 Einwohnern (Stand: 2024) in der spanischen Provinz Burgos in der autonomen Region Kastilien-León.

## Lage und Klima
Der Ort Contreras liegt zwischen zwei in den Río Arlanza mündenden Bächen in einer Höhe von etwa 1030 m. Die Provinzhauptstadt Burgos ist ca. 58 km in nordwestlicher Richtung entfernt; der kleine, aber sehenswerte Ort Covarrubias liegt nur etwa 14 km nordwestlich. Ort und Kloster Santo Domingo de Silos befinden nur ca. 8 km südlich. Das Klima ist trotz der Höhenlage gemäßigt bis warm; Regen (ca. 555 mm/Jahr) fällt übers Jahr verteilt.

## Bevölkerungsentwicklung
| Jahr      | 1857 | 1900 | 1950 | 2000 | 2018 |
| Einwohner | 574  | 600  | 518  | 119  | 80   |

Die Mechanisierung der Landwirtschaft, die Aufgabe bäuerlicher Kleinbetriebe und der daraus resultierende geringere Arbeitskräftebedarf haben seit der Mitte des 20. Jahrhunderts zu einem deutlichen Rückgang der Einwohnerzahlen geführt (Landflucht).

## Wirtschaft
Der Ort war und ist in hohem Maße landwirtschaftlich geprägt, wobei Viehzucht und Milchwirtschaft dominieren; auf einigen Feldern in der Umgebung werden Weizen und Gerste angebaut. Seit der Mitte des 20. Jahrhunderts ist der Tourismus eine wichtige Einnahmequelle der Gemeinde, die insgesamt als Sommerfrische gilt.

## Geschichte
Aus keltiberischer, römischer, westgotischer und maurischer Zeit sind nur spärliche Informationen verfügbar. Im 10. Jahrhundert bemächtigte sich der Graf Fernán González († 970) der Gegend um Covarrubias und legte damit den Grundstein zu der vom Königreich León unabhängigen Grafschaft Kastilien; diese Erfolge aus der Frühphase der Rückeroberung (reconquista) wurden Ende des 10. Jahrhunderts durch den muslimischen Heerführer Almansor († 1002) vorübergehend wieder zunichtegemacht. Im 11. Jahrhundert kehrte Ruhe ein und so wurde der Ort allmählich neu- oder wiederbesiedelt (repoblación). Im 12. und 13. Jahrhundert verstärkte sich jedoch aufgrund der kastilischen Erfolge der Territorialstreit mit dem benachbarten Königreich Navarra.

## Sehenswürdigkeiten

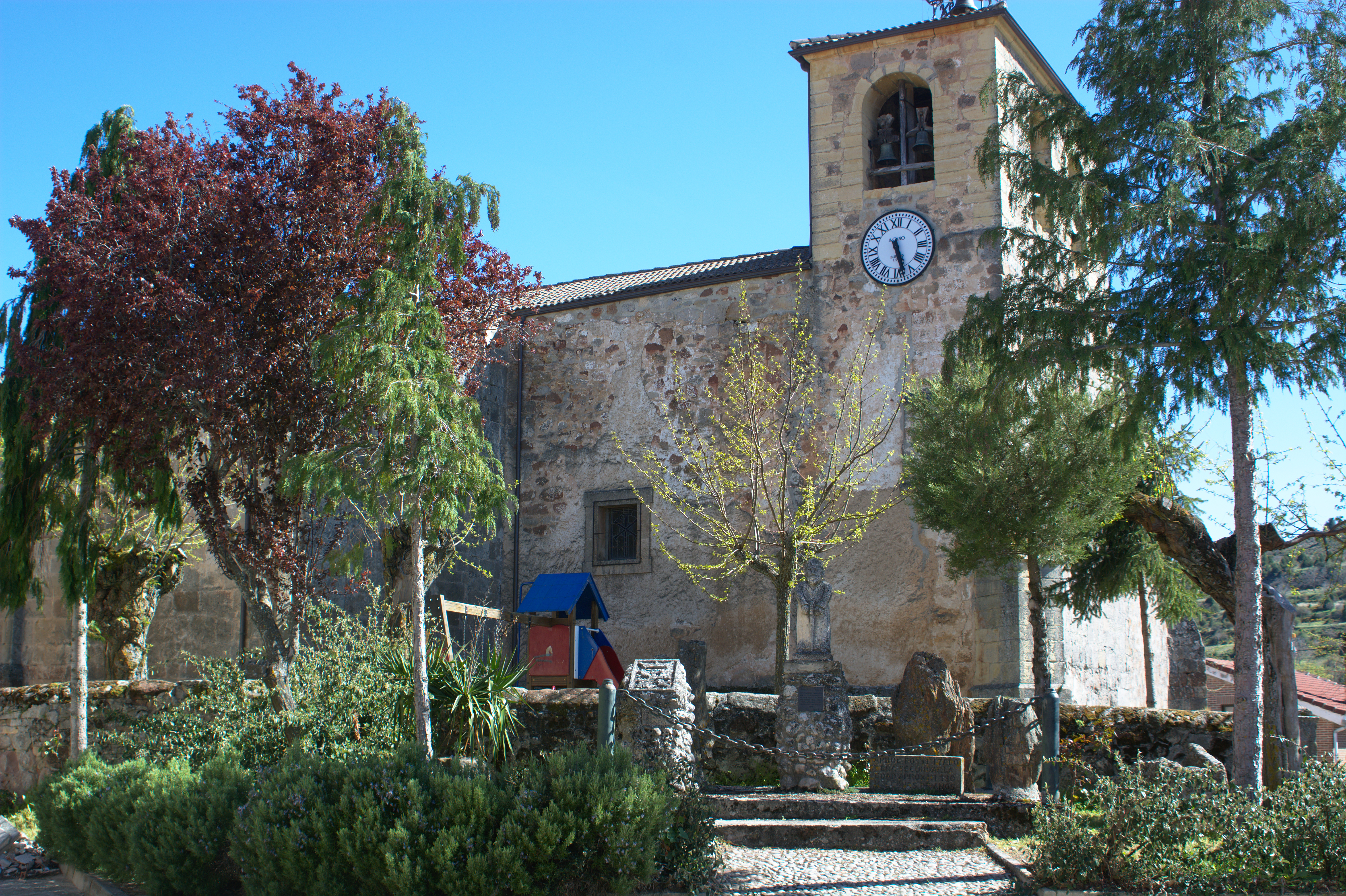
Maria Himmelfahrtskirche

- Die einschiffige, aber mit einem Querhaus versehene Iglesia de Nuestra Señora de la Asunción ist der Himmelfahrt Mariens geweiht und stammt größtenteils aus dem 15./16. Jahrhundert; das klassizistische Südportal trägt die Jahreszahl 1860. Im sterngewölbten Innern finden sich ein romanischer Taufstein mit Rautenbanddekor aus dem Vorgängerbau sowie mehrere barocke Schnitzaltäre (retablos).
- Mitten im Ort stehen die kleine Ermita de San Roque und ein Bündelpfeiler mit einer Statue des Apostels Andreas.

Umgebung
- Auf dem ca. 1458 m hohen Pico San Carlos sind noch Reste der Mauern einer keltiberischen Höhenfestung (castrum) zu sehen.
- Mehrere Festungsruinen aus der Zeit nach der Reconquista sind erhalten.[6]

## Sonstiges
Im Jahr 1966 drehte Sergio Leone in der Umgebung des Ortes einige Szenen seines Films Zwei glorreiche Halunken. Der ca. 3,5 km südlich des Ortes gelegene Filmfriedhof Sad Hill wurde zwischenzeitlich vom Bewuchs befreit und teilweise restauriert; er soll als touristische Sehenswürdigkeit erhalten bleiben.